# De Nerée

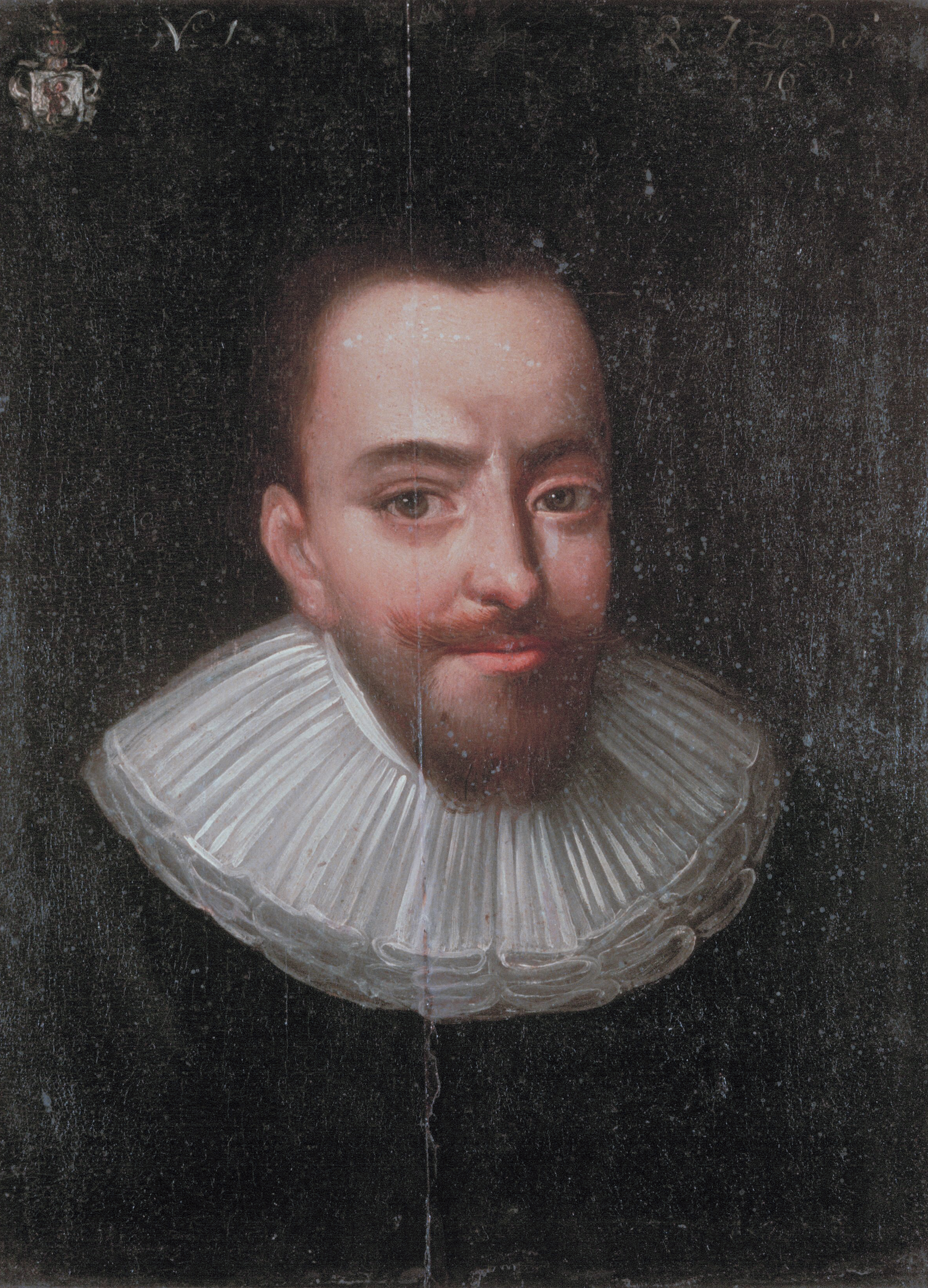
Richard Jean de Nerée (1579-1628)

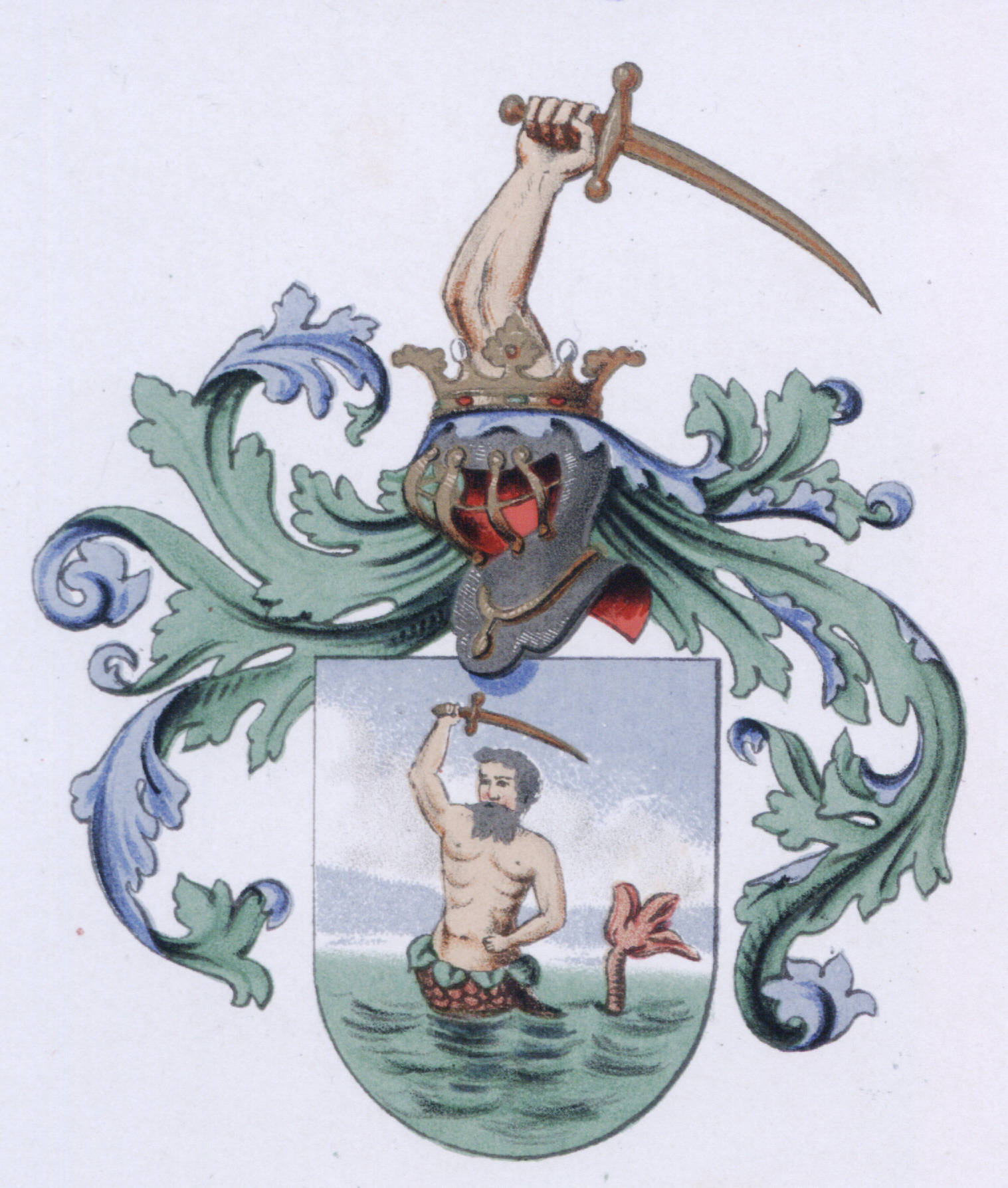
Wapen van De Nerée tot Babberich

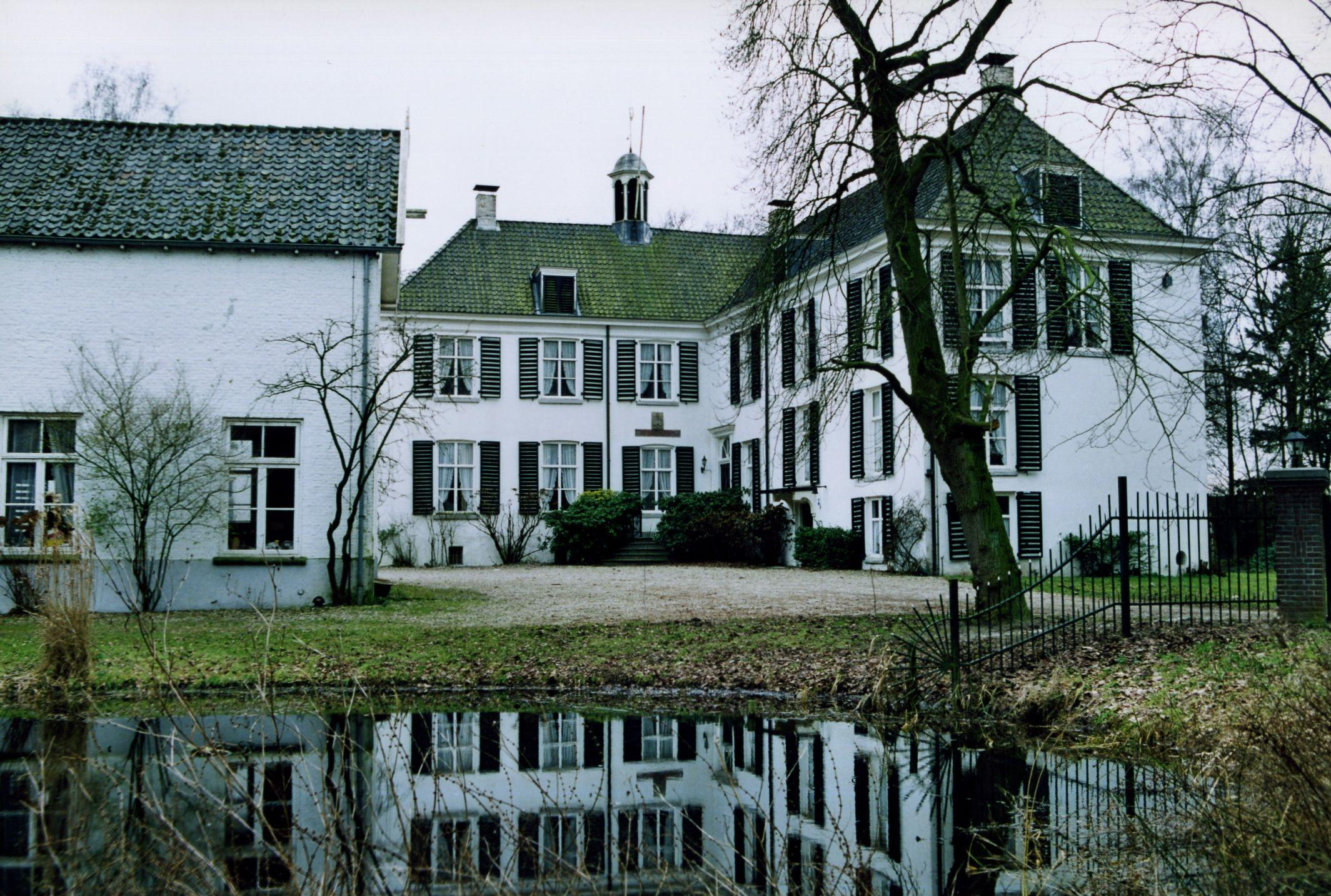
Huize Babberich (of Halsaf) in 2010

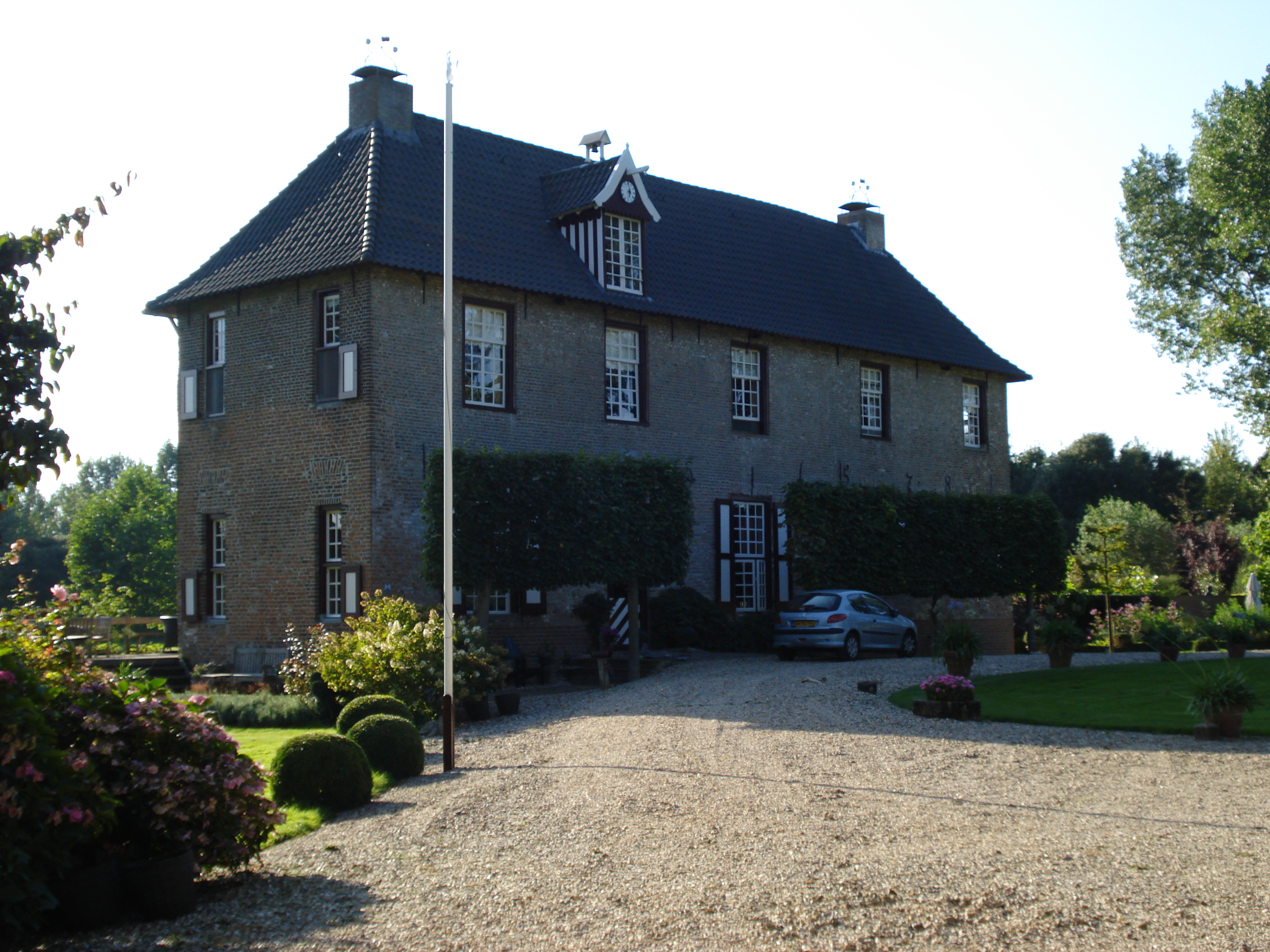
Huize Camphuyzen in 2008

De Nerée (ook: De Nerée tot Babberich en von Nerée) is een Nederlandse, van oorsprong Normandische familie die bestuurders en kunstenaars voortbracht.

## Geschiedenis
De oudst bekende voorvader is ds. Richard Jean de Nerée († Leiden, 1628), veldprediker onder prins Maurits van Oranje. Hij was vanaf 1623 als Waals predikant werkzaam in Leiden en woonde op het Rapenburg 69. Zijn zoon Jacques (1609-1649) trad in Zweedse krijgsdienst en was later luitenant in Staatse dienst. Hij overleed na gewond te zijn geraakt bij Sas van Gent. Een zoon van de laatste, Richard Johan (1639-1686), werd de eerste bestuurder van het geslacht als schepen, raad en burgemeester van de voormalige Hanzestad Kalkar, gelegen in het Hertogdom Kleef. Zijn zoon Johan Florens was syndicus en ambtman van Rheydt. 
Zijn nazaat Johan Philip (1734-1803) verwierf in 1785 Huize Babberich (of Halsaf) in de Liemers dat in 2024 nog steeds eigendom van de familie is. Begin 19e eeuw werd de naam van het landgoed aan de familienaam toegevoegd zodat deze daarna De Nerée tot Babberich werd.
Twee van de zonen van Johan Philip (1734-1803) zijn de stamvaders van de Duitse en de Nederlandse tak. Telgen uit de Duitse tak kregen aan het eind van de 19e eeuw vergunning om het adelspredicaat von te voeren. Vele telgen van de Duitse tak werden officier in het Pruisische leger.
Frans Joseph Aloysius de Nerée, heer van Babberich (1773-1846) kocht in 1815 huize Camphuyzen dat in 2024 ook nog steeds familiebezit is.
De familie werd in 1915 opgenomen in het genealogische naslagwerk Nederland's Patriciaat; heropnames volgden in 1953 en 2024.

## Enkele telgen
Mr. Richard Johan de Nerée (1639-1686), schepen, raad en burgemeester van Kalkar
- Mr. Johan Florens de Nerée (1672-1725), ambtman en syndicus te Rheydt
  - Mr. Richard Johannes Dominicus de Nerée (1701-1747), ambtman en syndicus te Vreden
    - Mr. Johan Philip Anton de Nerée, heer van Babberich en de Heegh (1734-1809), admodiateur en rentmeester der Commanderie der Maltheserorde van Sint Jan te Arnhem, gedeputeerde van de Lijmers
      - Everhard Josephus Johannes Richardus de Nerée (1772-1820), Landgerichts-Assessor, stamvader van de Duitse tak
        - Franz Maximilian Hubert Clemens de Nerée (1803-1862), Gerichtsrat
          - Carl Adolph von Nerée (1840-1904), officier in Pruisische dienst, verkreeg in 1869 voor hem en zijn nakomelingen vergunning om het adelspredicaat von te voeren
            - Walther von Nerée (1875-1940), officier in Pruisische dienst
              - Hans-Günther Philippus Eduard von Nerée (1921-1975), officier en genealoog
                - Vincent Amédée Christoph Maria Filippo di Neri von Nerée (1957), bedrijfsdirecteur en chef de famille

        - Adolph Joseph Hubert de Nerée (1813-1867), officier, liet zich naturaliseren tot Nederlander; trouwde in 1861 met zijn volle nicht Maria Jacoba de Nerée tot Babberich (1816-1896) uit de Nederlandse tak

      - Frans Joseph Aloysius de Nerée, heer van Babberich, Camphuyzen en Hees (1773-1846), wethouder van Arnhem, lid Provinciale Staten van Gelderland, dijkgraaf van de Lijmers, admodiateur en rentmeester der Commanderie der Maltheserorde van Sint Jan te Arnhem
        - Jan Philip Frans Cornelis de Nerée (1807-1859), lid Provinciale Staten van Gelderland, lid gemeenteraad van Zevenaar
        - Mr. Richard Jan Willem Cornelis de Nerée, heer van Babberich en Camphuyzen (1811-1892), griffier kantongerecht
          - Marie Hillegonda Charlotte Philippine de Nerée tot Babberich (1846-1924); trouwde in 1869 met Ludovicus Franciscus Cornelius Hubertus Michaël ridder de van der Schueren (1841-1921), burgemeester van Zevenaar, lid Provinciale Staten van Gelderland, dijkgraaf van de Lijmers
          - Mr. Jean Philippe Rudolph Marie de Nerée tot Babberich, heer van Babberich (1850-1916), lid Gedeputeerde Staten van Gelderland, lid Raad van State
            - Jan Eduiard Marie de Nerée tot Babberich (1883-1952), ambtenaar provinciale griffie
              - Regina Antonia Philippina Maria de Nerée tot Babberich (1912-2002); trouwde 2e in 1981 met mr. Hugo Willibrord Bloemers (1908-2001), burgemeester en Commsissaris van de Koningin

            - Clara Maria de Nerée tot Babberich (1886-1975); trouwde in 1911 met jhr. Antoine Eduard Marie van Nispen tot Pannerden (1884-1964), burgemeester, lid Provinciale Staten van Gelderland
            - Maria Joanna Josephina de Nerée tot Babberich (1890-1983); trouwde in 1913 met mr. Willem Jozef Berger (1883-1953), procureur-generaal bij de Hoge Raad der Nederlanden
            - Mr. Frans Joseph Willem Marie de Nerée tot Babberich, heer van Babberich (1897-1959), vicepresident Gerechtshof te 's-Hertogenbosch
              - Mr. Willem Antoon Jozef Marie de Nerée tot Babberich (1933-2020), notaris, medeoprichter en partner Mekking & de Nerée notarissen, vanaf 1990 Boekel De Nerée advocaten en notarissen
              - Mr. Frans Joseph Ferdinand Marie de Nerée tot Babberich (1943), voormalig lid van de Tweede Kamer der Staten-Generaal
                - Mr. Frans Willem de Nerée tot Babberich (1978), oud-advocaat, officier van justitie; trouwde in 2010 met prof. mr. dr. Charlotte Vrendenbarg (1981), hoogleraar intellectueel eigendomsrecht Radboud Universiteit

          - Marie Frederik Frans Joseph de Nerée tot Babberich (1851-1882), luitenant-ter-zee; trouwde in 1877 met Constance Petronella van Houten (1858-1930), kunstschilder en naaldkunstenaar
            - Mr. Richard Jan Karel Marie de Nerée tot Babberich, heer van Camphuyzen (1878-1945), griffier kantongerecht
              - Marie Louise Constance Annette Ghislaine de Nerée tot Babberich (1913-2004); trouwde in 1941 met Franciscus Josefus Alfonsus Teresia Maria Vos de Wael (1908-1983), burgemeester van Ossendrecht
              - Mr. Marie Frederik Frans Antoon de Nerée tot Babberich, heer van Camphuyzen (1915-1996), griffier Tweede Kamer der Staten-Generaal, secretaris Assemblée der Kolen- en Staalgemeenschap, eerste secretaris-generaal van het Europees Parlement
                - Mr. Richard Jan Philippus Lodewijk Palick de Nerée tot Babberich (1942), oud-verzekeringsdirecteur, mede-eigenaar van huize Halsaf te Babberich
                - Mr. Ralph Christopher Johannes Emmanuel de Nerée tot Babberich, heer van Camphuysen (1946-2024), advocaat, kocht in 1981 huis Camphuysen te Babberich, bewoner van het huis

            - Christophe Karel Henri de Nerée tot Babberich (1880-1909), tekenaar en kunstschilder
            - Frans Joseph Marie de Nerée tot Babberich (1882-1929), kunstschilder en beeldhouwer

Geslachten die opgenomen zijn in het sinds 1910 verschijnende genealogische naslagwerk Nederland's Patriciaat. Lijst volgens opgave van het CBG Centrum voor familiegeschiedenis.
A · B · C · D · E · F · G · H · I · J · K · L · M · N · O · P · Q · R · S · T · U · V · W · Y · Z